# 土部
土部（どぶ）は、漢字を部首により分類したグループの一つ。
康熙字典214部首では32番目に置かれる（3画の3番目）。

## 概要
「土」の字は土や大地を意味する。
『説文解字』では地中に象った「二」から物が生まれ出ることを「丨」で表した指事文字とするが、甲骨文字を見ると、大地を表す横画の上に「◇」のような柱状の造形物がある形であり、積まれた土塊に象るか、「社」の本字で道祖神のような土地を守る神に象っているとされる。
偏旁の意符としては土の種類・地形・境域・土器・建造物などに関わることを示す。
また他の部首の異体字（崎（山部）と埼（日本では「埼」は「埼玉県」という地名に使うため「崎」の異体字として扱わないことが多い）、廛（广部）と壥、樽（木部）と墫、牆（爿部）と墻、野（里部）と埜）が存在する。
土部はこのような意符を構成要素に持つ漢字および「土」の字形を筆画として持つ漢字を収める。また現代の中国の簡体字の部首分類法では、土部と士部は統合されている。

## 部首の通称
- 日本：つち・つちへん・どへん
  - 佐賀県の方言では土偏を「あげつち」と呼ぶ。
- 中国：提土旁
- 韓国：흙토부（heuk to bu、つちの土部）
- 英米：Radical earth

## 部首字
土
- 広韻 - 他魯切、姥韻
- 詩韻 - 麌韻、上声
- 三十六字母 - 透母
- 日本語 - 音：ト（漢音）・ド（呉音） 訓：つち
- 中国語 - ピンイン：tǔ 注音：ㄊㄨˇ ウェード式：t'u 3
- 朝鮮語 - 訓音：흙（heuk、つち） 토(to)

甲骨文
金文
大篆
小篆

## 例字
- 土
  - 地・均・坂・坊・坦・塩（→鹽：鹵部）・場・堺・境・増・城・域・壇・堤・塚・堀・坪・培・埋・垣・墳・塔・堪・壊・壌・塊
  - 圧・圭・在・型・基・𡌛・堂・堅・堕・墓・塾・墨・墜
  - 垂・幸・執・報